# Johannes Fröhlinger
Johannes Fröhlinger (Gerolstein, 9 juni 1985) is een voormalig Duits wielrenner.
Fröhlinger brak door in 2006. Als lid van de Franse wielerclub RC Sarreguemines en het Duitse RSC Prüm won hij dat jaar de Trophée des Champions en de Ronde van de Elzas, een van de belangrijkste Franse wielerkoersen voor amateurs. In september 2006 trad hij als stagiair toe tot Team Gerolsteiner. Wegens zijn sterke rijden in de 3 Länder-Tour kreeg hij een tweejarig contract aangeboden bij de wielerploeg. Daarmee werd hij de eerste wielrenner die in Gerolstein geboren is en bij Gerolsteiner onder contract stond. In 2009 en 2010 reed Fröhlinger voor Team Milram; Vanaf 2011 reed hij voor Skil-Shimano en de opvolgers daarvan (Argos-Shimano, Giant-Shimano, Team Giant-Alpecin en Team Sunweb) en beëindigde zijn actieve wielrencarrière in 2019. Hij bleef in 2020 wel in dienst van Team-Sunweb, maar dan als ploegleider.

## Overwinningen
2006
Trophée des Champions
Eindklassement Ronde van de Elzas

## Resultaten in voornaamste wedstrijden
| Jaar | Ronde van Italië | Ronde van Frankrijk | Ronde van Spanje |
| ---- | ---------------- | ------------------- | ---------------- |
| 2007 |                  |                     | 45e              |
| 2008 | 51e              |                     |                  |
| 2009 |                  | 78e                 |                  |
| 2010 |                  | 89e                 | 35e              |
| 2011 |                  |                     | 49e              |
| 2012 |                  | opgave              | 83e              |
| 2013 |                  | 146e                | 59e              |
| 2014 |                  |                     | 97e              |
| 2015 |                  |                     | 143e             |
| 2016 |                  |                     | 87e              |
| 2017 |                  |                     | 120e             |
| 2018 |                  |                     | 115e             |
| 2019 |                  |                     |                  |

| Jaar | Milaan-San Remo | Amstel Gold Race | Luik-Bast.‑Luik | Ronde van Lombardije | Waalse Pijl | Parijs-Tours |  | WK op de weg |  | Wereldranglijsten |
| ---- | --------------- | ---------------- | --------------- | -------------------- | ----------- | ------------ |  | ------------ |  | ----------------- |
| 2007 |                 |                  |                 | opgave               | opgave      |              |  |              |  |                   |
| 2008 |                 |                  | opgave          |                      |             |              |  |              |  |                   |
| 2009 | 87e             | 96e              | 116e            | 77e                  | 88e         |              |  | 99e          |  | 184e (UWK)        |
| 2010 |                 | 61e              | 93e             | 32e                  | 50e         | 34e          |  |              |  |                   |
| 2011 |                 | 83e              | opgave          |                      | 72e         | 66e          |  |              |  |                   |
| 2012 | 139e            | 97e              | 93e             | opgave               | 101e        | 67e          |  |              |  |                   |
| 2013 | 84e             |                  | opgave          |                      | opgave      |              |  | opgave       |  |                   |
| 2014 |                 |                  | opgave          |                      | opgave      |              |  | opgave       |  |                   |
| 2015 |                 |                  | opgave          | opgave               | 125e        |              |  | opgave       |  |                   |
| 2016 |                 | opgave           | 122e            |                      | 151e        |              |  |              |  |                   |
| 2017 |                 |                  |                 |                      | 154e        |              |  | 118e         |  | 410e (UWT)        |
| 2018 |                 | opgave           | opgave          |                      | opgave      |              |  |              |  |                   |
| 2019 |                 | opgave           |                 |                      | opgave      |              |  |              |  |                   |

## Ploegen
- 2006 –  Gerolsteiner (stagiair vanaf 1-9)
- 2007 –  Gerolsteiner
- 2008 –  Gerolsteiner
- 2009 –  Team Milram
- 2010 –  Team Milram
- 2011 –  Skil-Shimano
- 2012 –  Team Argos-Shimano [a]
- 2013 –  Team Argos-Shimano
- 2014 –  Team Giant-Shimano
- 2015 –  Team Giant-Alpecin
- 2016 –  Team Giant-Alpecin
- 2017 –  Team Sunweb
- 2018 –  Team Sunweb
- 2019 –  Team Sunweb

1. ↑  Tot 30 maart heette de ploeg Project 1t4i, maar na het bekendmaken van de nieuwe sponsors werd de naam veranderd.